# Verbund
Verbund AG (раніше була відома як Verbundgesellschaft або Österreichische Elektrizitätswirtschafts-AG) — публічна компанія, що є найбільшим в Австрії постачальником електроенергії: покриває близько 40 % попиту і генерує 90 % гідроенергії країни. Управляє надрегіональною (федеральною) мережею електропостачання через свою дочірню компанію APG. Зареєстрована на Віденській фондовій біржі; входить до її ключового індексу. Найбільшим мажоритарним акціонером компанії є уряд Австрійської республіки, якому належить 51%-на частка.

## Історія
У 1947 році, після націоналізації, була створена компанія «Österreichische Elektrizitätswirtschafts-AG» — попередник Verbund. У післявоєнні роки найбільш нагальними завданнями компанії були планування, будівництво і експлуатація великих електростанцій, а також підтримка роботи міжрегіональної енергосистеми Австрії. Одночасно були створені спеціальні підрозділи для сприяння будівництву великих теплових і гідроелектростанцій. До 1955 року країна знову отримала можливість задовольнити свої потреби в електроенергії — повністю коштом власних внутрішніх ресурсів. Однак, в результаті економічного зростання наступного десятиліття, вже з 1965 року виникла необхідність імпортувати електроенергію.
Спочатку, Verbund — відповідно до чинних на той момент правових принципів — був повністю в державній власності. В середині 1987 року законодавча база була змінена і компанія отримала можливість стати частково приватизованою: до тих пір, 51 % її акцій залишається в руках уряду Австрії.
Найзначніші зміни в недавній історії компанії відбулися в 1995 році — тогоріч Австрія вступила в Європейський Союз, який через рік почав скасування регулювання ринку електроенергії в республіці. Постанови ЄС вимагали поділу виробництва і передачі електроенергії, що зажадало реструктуризації компанії. Водночас Verbund почала активно розвивати свою міжнародну діяльність — починаючи, в основному, з Німеччини (1999). Крім того, до 2003 року більш ніж половина персоналу було звільнено з компанії.
У 2007 році фірма розширила свою діяльність, включивши в неї поновлювані джерела енергії, і почала інвестувати значні кошти, особливо — у вітряну енергетику. У середині 2009 року Verbund придбала мережу баварських гідроелектростанцій і стала четвертим за величиною виробником гідроелектроенергії в Європі.

## Інфраструктура
Австрійська компанія «Power Grid AG», 100 % дочірня структура Verbund AG, має розгалужену і найпотужнішу високовольтну мережу в країні. При загальній довжині ліній електропередач в 3 471 км, мережа Power Grid утворює основу для електропостачання Австрії в цілому, гарантуючи обмін енергією між постачальниками та споживачами як на міжрегіональному, так і на міжнародному рівні.

## Бізнес-сегменти

### Гідроенергетика
Близько 90 % енергії, яку виробляє компанія в Австрії, доводиться на гідроенергетику. Verbund управляє двадцятьма електростанціями та майже дев'ятьма десятками заводів в Австрії: вони розташовані в альпійських регіонах Зальцбург, Тіроль, Каринтія і Штирія, а також уздовж всіх великих річок, таких як річки Інн, Дунай, Енс і Драу. Загальна встановлена потужність гідроелектростанцій компанії становить 6600 мегаватів; середньорічне ж виробництво електроенергії становить 24,8 млрд кВт·год. В середині 2009 року, в результаті придбання компанією Verbund 13 станцій на річці Інн в Баварії, виробництво електроенергії виросло на 7 %; загальна пікова потужність баварських електростанцій становить 312 мегаватів, а середньорічне виробництво — 1,85 мільярда кВт·год.

### Теплова потужність
Verbund також є одним з найбільших виробників теплової енергії, а також одним з найбільших постачальників теплопостачання в Австрії. Річне виробництво складає близько 4 млрд кВт·год електроенергії і 900 млн кВт·год тепла. Зараз в експлуатації перебувають три з дев'яти теплових електростанцій компанії з комбінованим виробництвом теплової та електричної енергій: Dürnrohr, Mellach і Neudorf-Werndorf II — разом вони мають встановлену потужність в 815 МВт.

### Вітрогенерація
З 2009 року Verbund експлуатує три вітряні електростанції в Австрії: в Брук-ан-дер-Лайте, Холлерн і Петронелль-Карнунтум — із загальною встановленою потужністю в 49 МВт. Інші вітряні станції плануються або будуються в Болгарії і Румунії. В Іспанії Verbund управляє двома сонячними енергоустановками.

## Структура

### Бізнес-підрозділи
Verbund має ділові відносини з компаніями, розташованими в більш ніж 20 країнах світу, а також — 13 офісів і/або акціонерних компаній по всій Європі і одну — в Туреччині. У 2008 фінансовому році Verbund показав кращий результат у своїй історії: близько 2500 співробітників компанії допомогли фірмі досягти обороту в більш ніж 3,7 млрд євро з прибутком (EBIT) — більш ніж в 1,1 млрд.

### Структура акціонерів
Більш ніж половина компанії (51 %) належить Республіці Австрія, понад 25 % — синдикату EVN і Wiener Stadtwerke, а близько 5 % — TIWAG (регіональному постачальнику електроенергії в Тіролі); акції, що залишилися (<20 %) вільно обертаються на ринку.